# Nae'blis
Nae'blis is een term uit de boeken van Het Rad des Tijds, geschreven door de Amerikaanse auteur Robert Jordan.
Het is een titel voor de belangrijkste dienaar van de Duistere. De Duistere kiest deze om op het einde van elke Eeuw tegen de kampioen van de Schepper te laten vechten om de wereld. In de Eeuw der Legenden was het de Verzaker Ishamael die deze taak had. Hij is het gevecht met de Draak Lews Therin Telamon aangegaan en is zo ook verantwoordelijk voor het Breken van de Wereld.
Als de Duistere de wereld weer in handen heeft is de Nae'blis tevens degene die dan toeziet op de wereld voor de Duistere. Naast dat de Nae'blis de hoogste leider is van alle Duistervrienden, Schaduwgebroed en dus ook van alle andere Verzakers, krijgt hij ook als enige toegang tot de Ware Bron van de Ene Kracht, deze vloeit rechtstreeks uit de Duistere, ze kan niet gezien worden door geleiders en werkt veel verslavender dan de Ene Kracht.

## Nae'blis uit de Nieuwe Eeuw
Na de dood van Ishamael in De Herrezen Draak komt er een zware onderlinge strijd tussen de Verzakers. Ze willen immers allemaal deze rol. De Duistere zorgt er zo voor dat enkel de beste overblijft als zijn kampioen tegen de Draak. Alle Verzakers proberen op hun manier zo veel mogelijk macht te vergaren en zo te bewijzen dat ze de beste leider zijn, maar dan duikt Moridin op. Hij krijgt de titel en de heerschappij over alle andere Verzakers. Moghedien en Cyndane zitten allebei in een Geestesval tot zijn beschikking. Als tacticus leidt hij nu alle aanvallen van de Duistervrienden.